# Royaume du Kongo
Pour les articles homonymes, voir Kongo et Congo.
1390–1914
Entités suivantes :
- État indépendant du Congo
- Congo français
- Angola portugais

Le royaume du Kongo ou royaume du Congo était un royaume mais aussi un empire de l'Afrique centrale, situé dans ce qui est actuellement les territoires du nord de l'Angola, dont le Cabinda, du sud de la république du Congo, de l'extrémité occidentale de la république démocratique du Congo et du Sud-ouest du Gabon. À son apogée, il s'étendait de l'océan Atlantique jusqu'à l'ouest de la rivière Kwango à l'est, et du fleuve Congo jusqu'au fleuve Loje au sud.
Il fut l'un des premiers États d'Afrique à avoir adopté le christianisme par l'intermédiaire de sa famille royale sous influence portugaise à la fin du XVe - début du XVIe siècle.

## Géographie
Selon certains chroniqueurs européens, dont Duarte Lopez en 1591 et Giovanni Cavazzi Antonio de Montecuccolo en 1667, à l'époque du premier contact avec les Portugais, le royaume du Kongo devait avoir une étendue de plus de 300 000 km2. Une grande partie du Sud-Ouest de la république démocratique du Congo, du Nord de l'Angola, du Sud de la république du Congo et du Sud-ouest du Gabon composaient cet État.
Toutefois, les chroniqueurs européens ont fait beaucoup de confusions dans leurs estimations du territoire d'un pays dont ils ignoraient l'organisation administrative. C'est ainsi que certaines provinces qu'ils rencontrèrent loin de la capitale Mbanza-Kongo devinrent des « royaumes » à part entière sous leur plume. Il s'agit généralement des localités traversées par les voyageurs européens, depuis les ports de la côte atlantique, d'où ils débarquaient, jusqu'à la ville de résidence du Mwene Kongo située à 150 milles dans l'arrière-pays.
« Ainsi, pour tout le département, on comptait sept districts. Ce sont ces districts que les Européens ont pris, tantôt pour des royaumes, comme le Ngôyo, le Kakongo du Kôngo-dya-Mpânzu, tantôt pour des provinces, comme le Nsûndi, le Mbâmba et le Mpêmba du Zyta-Dya-Nza »
Généralement, les chroniqueurs européens réduisent le territoire de Kongo aux seules dimensions de sa province capitale, Zita-Dya-Nza (le « nœud du monde »), dont le chef-lieu était précisément Mbanza-Kongo, où le Mwene recevait les ambassades étrangères. D'ailleurs, l'on sait désormais que l'Angola faisait partie de la fédération Kongo-Dyna-Nza, jusqu'à ce que Paulo Dias de Novais y arrive en 1574 et y organise une sécession.
« Bref, en nous fondant sur ces renseignements fournis par Duarte Lopez via Felippo Pigafetta, renseignements que semblent confirmer la Tradition, nous pouvons avancer que le royaume du Congo s'étendait entre la latitude 1 1/2° nord et la latitude 22° sud, du 24° de longitude est à l'océan Atlantique. Il atteindrait une superficie dépassant les 2 500 000 km2 […]. »

## État du Kongo

### Administration

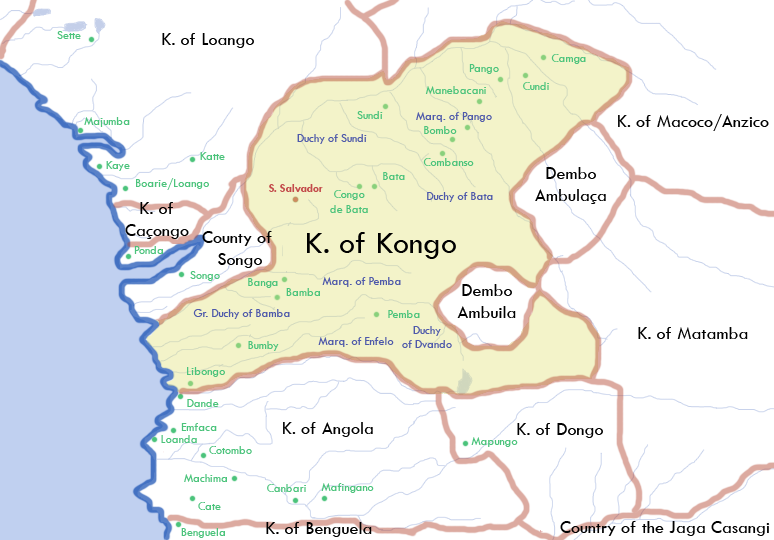
Le royaume du Kongo en 1711.

Les fondateurs du royaume du Kongo ont conçu leur pays comme un grand cercle ayant quatre secteurs, et pourvu d’un gros noyau. Dans le sens contraire des aiguilles d’une montre, les secteurs sont la façade atlantique à l'ouest ; Kongo-Dya-Mpangala au sud ; Kongo-Dya-Mulaza à l'est ; Kongo-Dya-Mpanza au nord.
Ces secteurs consistent en entités administratives qui sont respectivement ka-Mbamba, ki-Mpemba et ka-Mbangu. Quant au noyau, appelé Zita-Dya-Nza (« nœud du monde »), il avait un statut administratif particulier en tant que province-capitale appelée également Mbanza-Kongo, du nom de la ville où résidait le Mwene, et que les Portugais renommèrent São Salvador. Littéralement, Mbânza (ou Ngânda) signifie chef-lieu ou capitale, en sorte que Mbanza-Kongo se traduit par « capitale du Kongo », tout comme Mbanza-Nsundi signifie « chef-lieu du Nsundi ».
Kambamba, Kimpemba, Kabangu et Mbanza-Kongo formaient une fédération politique nommée Kongo-Dyna-Nza, ou encore Kongo-Dia-Ntotila. Chacune de ces quatre entités comportait sept ki-Nkosi (subdivisions). Chaque Ki-Nkosi comportait plusieurs ki-Mbuku, qui se composaient chacun de nombreux ki-Kayi, lesquels étaient constitués à leur tour de plusieurs ki-Fuku. La capitale de Kongo-Dya-Mpangala se nomme Mbânza Mbamba, celle de Kongo-Dya-Mulaza est Mbânza Mpemba et celle de Kongo-Dya-Mpenza s'appelle Mbânza Mbangu.
Ce modèle d’aménagement territorial va se multiplier au fil des siècles, de manière rhizomique, jusqu’à reproduire quasiment à l’identique sa toponymie dans les autres régions ultérieurement unifiées au foyer initial. Ce processus d’expansion territoriale du foyer kongo aura une structure fondamentalement ternaire, à l’instar des trépieds d’un foyer :
« Les entités politico-administratives du royaume du Congo iront de triade en triade. Dans chaque triade, disposée toujours en position d’un homme couché dont la tête se trouve au nord, les descendants de Nzinga occuperont toujours le Sud, ceux de Nsaku le Centre, et enfin ceux de Mpanzu le Nord. […] Ces régions ou territoires, selon qu’ils appartiennent aux Nzinga, aux Nsaku ou aux Mpanzu, portent une des dénominations suivantes :
1. Nzinga : Mbâmba, Ngôyo, Mazînga, Kinânga, Mbînda, (Kabînda), Mpângala (Kikyângala), etc. (Sud) ;
2. Nsaku : Mpêmba, Kakôngo, Mbata, Nsânda, Zômbo, Lêmba, Kiyaka, etc. (Centre) ;
3. Mpanzu : Mpangu, Nsundi, Vûngu, Lwângu, Nsôngo, Nsuku, Mpûmbu, Ndôngo, Dôndo, Yômbe, Kibângu, etc. (Nord). »

Cette originalité et cette complexité structurale de l'organisation du territoire du Kongo surprendront l'intelligence de nombreux étrangers européens, ce qui explique beaucoup d'imprécisions ou erreurs d'appréciation dans les chroniques d'époque, notamment celle de Filippo Pigafetta. Le pays avait une superficie d'environ 2 500 000 km2 au XVIe siècle, soit la moitié de la superficie de toute l'Europe occidentale. On comprend que sa structure confédérale favorisa son dépeçage par les Européens après d'innombrables intrigues sécessionnistes au cours des siècles suivants. Ainsi naquit à partir du XVIIe siècle de cette vaste construction politico-administrative une myriade d'État-nations autonomes sous l'effet des bouleversements engendrés par l'économie négrière atlantique.

### Organisation politique

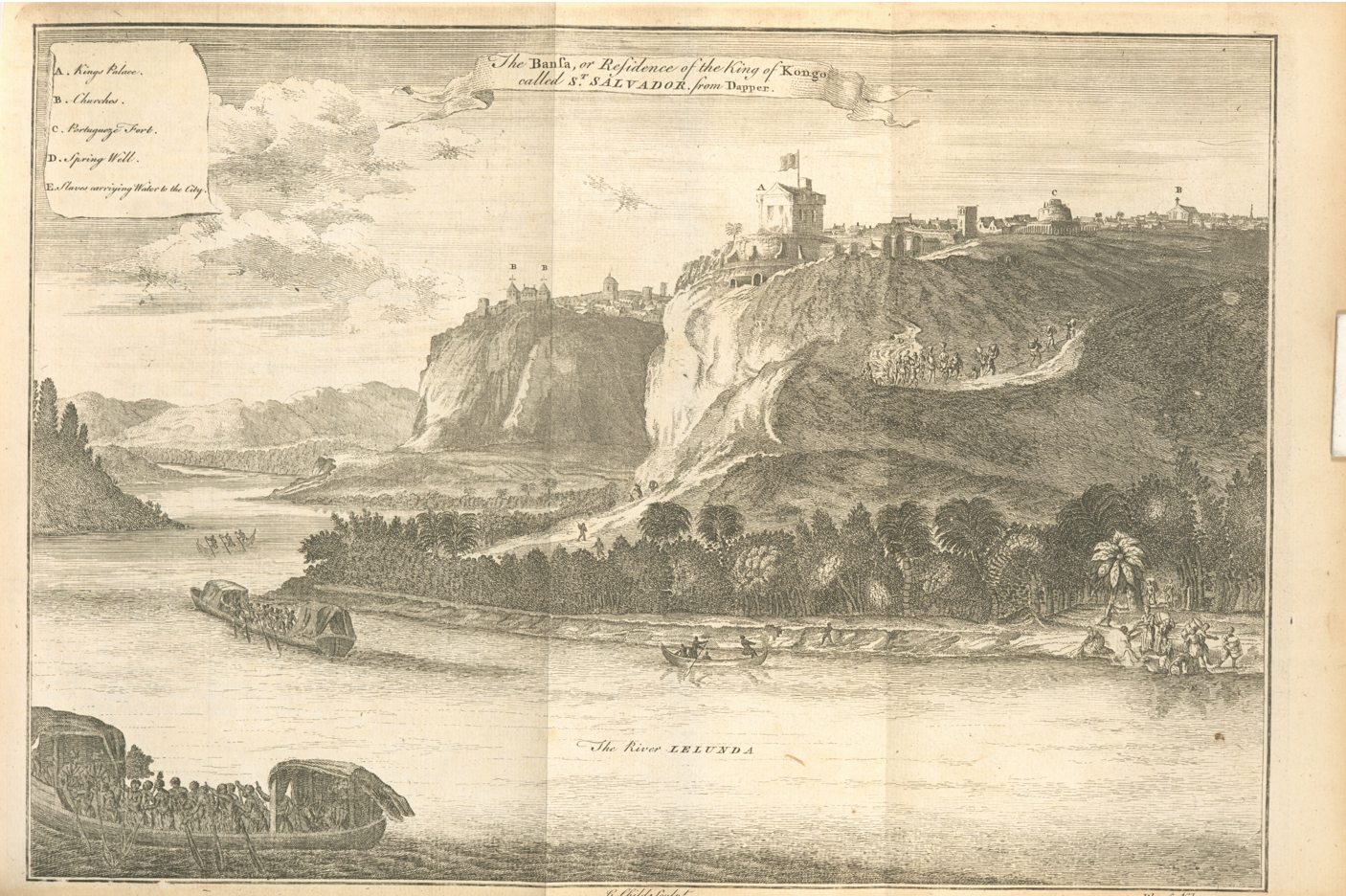
La capitale du Kongo, São Salvador.

L'autorité politique suprême du Kongo-Dyna-Nza pouvait être nommée de diverses manières :
- Ntinu : chef militaire ;
- Mwene : celui qui pourvoit aux besoins du peuple ;
- Mfumu : désigne quant à lui la notion de responsable au sens administratif comme au sens social.

À noter que « Mani » est l'expression la plus répandue dans la littérature occidentale mais ce ne serait qu'une traduction portugaise approximative de Mwene et non une quelconque autre titulature.
La fonction de Mwene est élective mais tout citoyen ne peut pas y prétendre car elle est aussi censitaire. On tient généralement le régime politique de Mwene pour une monarchie constitutionnelle. Toutefois, cette fonction n'est pas seulement politique. Elle est également sacerdotale ; comme un cas particulier du modèle africain dit de la « royauté sacrée », ou encore la « royauté divine ».
En principe, la succession à la tête du Kongo est matrilinéaire. En sorte qu'originellement, seuls les descendants de Lukeni Lwa Nzinga, la fille de l'ancêtre-mère primordiale, pouvaient prétendre au poste de Mwene. Les descendants de Vit'a Nimi ayant pour fonction de veiller au respect, entre autres, de cette loi de succession. Par conséquent, après avoir été élu par le Conseil des Sages, un Mwene ne peut être consacré que s'il subit une cérémonie rituelle organisée et présidée par le gardien des principes spirituels et politiques désigné nécessairement parmi la lignée des Nsaku.
C'est ainsi que le premier Mwene Kongo attesté dans les annales traditionnelles s'appelle Nimi'a Lukeni Lwa Nzinga, c'est-à-dire Nimi (du nom de son grand-père) fils de Lukeni et petit-fils de l'ancêtre-mère Nzinga Nkuwu. On voit que les fonctions de reine mère ou d'épouse royale sont cruciales dans les sociétés matriarcales ; elles ne sont guère honorifiques comme cela peut être le cas ailleurs.
Le cabinet du Mwene comporte divers fonctionnaires, notamment :
- Ma N'Kata, le préposé aux affaires militaires et à la guerre ;
- Né Tuma, le préposé aux armes et à la défense du Kongo ;
- Mbênza Kongo, le préposé aux affaires de la Justice ;
- Ne Mpûngi, chef de la musique du palais ;
- Wavadidi Ntinu, le sculpteur attitré du Ntinu, c'est-à-dire du Mwene.

Cette configuration hiérarchique est reproduite aux échelons inférieurs de telle sorte que chacune des quatre grandes circonscriptions politiques possède ses préposés à la Défense, Justice, etc. tout comme les vingt-huit kinkosi comportent les leurs.
De façon générale, les préfixes Mâ, Mwê ou Nâ, Ne introduisent la notion d'autorité politique et/ou administrative ; c'est-à-dire celle de « chef », « roi », « maître », etc.
Ainsi le :
- Ne-Nkosi est le « roi » d'un ki-Nkosi ;
- Mwê-Mbuku est l'autorité qui administre un ki-Mbuku ;
- Nâ-Kayi est le « chef » d'un ki-Kayi ;
- Mâ-Fuku (ou « Mafouc » dans les chroniques européennes) dirige un ki-Fuku, c'est-à-dire le plus bas échelon administratif de la Fédération Kongo-Dia-Ntotila.

En outre, la personne exerçant l'autorité d'une entité politico-administrative est souvent désignée par le lieu-dit de sa fonction, plutôt que par son propre patronyme. Ainsi le Mâ-Nkosi du Nsundi peut être appelé Ma-Nsundi par ses administrés (ou Mâ-Mbamba pour le Mbamba, Ma-Lwangu pour le Lwangu). De même qu'on appelle l'autorité suprême Mwene Kongo (« Mani Kongo » des chroniques européennes) au lieu d'indiquer son nom propre ; par exemple, Mvemba a Nzinga.

### Calendrier
Comme dans beaucoup de régions de l'Afrique centrale ou de l'Ouest, un calendrier bâti sur la « semaine » de quatre jours était en vigueur ; trois jours ouvrables et un jour pour le marché :
- « Semaine » = 4 jours ;
- Mois = 7 « semaines » ;
- Année = 13 mois + 1 jour.

Outre celui du marché, il y a un calendrier agricole Kongo qui comporte cinq saisons :
- Kintombo (octobre-décembre) = saison des premières pluies, celle des semailles (ntombo). On la nomme également ma-sanza, « nourriture » ;
- Kyanza (janvier-février) = deuxième saison des pluies, celle de la récolte du vin de palme. On l'appelle aussi mwanga ;
- Ndolo (mars à mi-mai) = dernière saison des pluies ;
- Siwu ou Kisihu (mai-août) = première saison sèche, marquée par les vents froids ;
- Mbangala (mi-août à mi-octobre) = seconde saison sèche, caractérisée par de fortes chaleurs, notamment à partir de juillet. Période des brûlis, mpyaza.

Avec la venue du christianisme, le calendrier chrétien a pris de plus en plus la place de ce calendrier.

### Monnaie
Les coquillages Olivancillaria nana appelés nzimbu, étaient utilisés comme monnaie. Leur production venait d'une pêcherie féminine de l'île de Luanda dont la maison du Manikongo avait l'exclusivité. Les nzimbus étaient calibrés au tamis de façon à constituer des paniers de valeurs, le funda soit mille unités les plus petites, le lukufu valant mille fundas, l'imbonde valant mille lukufus. Le cours du funda était donc de 13,33 francs. Les zimpos ont été peu à peu supplantés par les cauries importés du Zanguebar.
La pièce d’étoffe en raphia (singulier : Lubongo, Libongo, pluriel : Mbongo, également appelé Mpusu) servait aussi de monnaie,,,.
Le royaume a également produit des manilles.

## Histoire

### Origines

#### Selon la mythologie

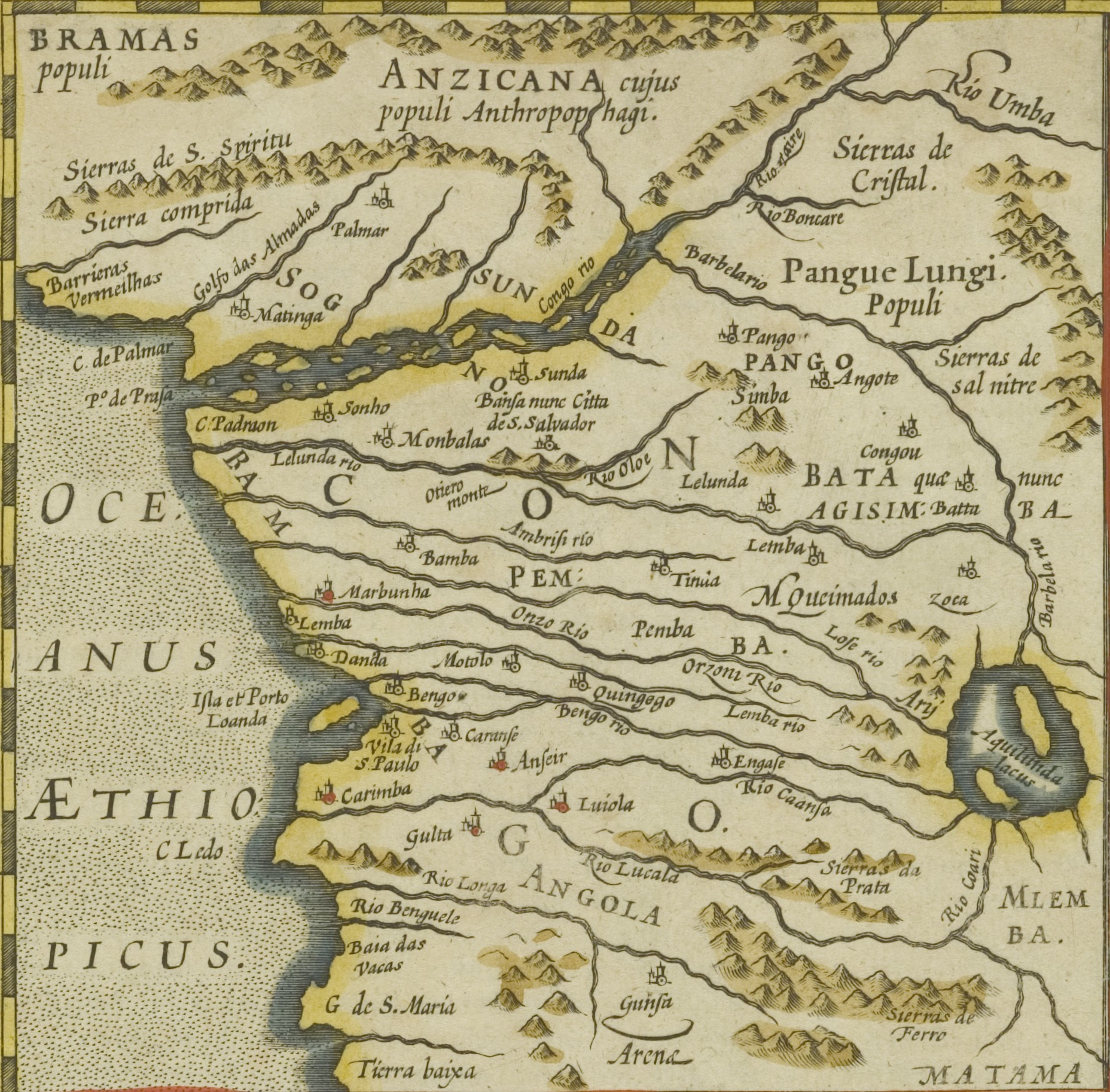
Carte européenne de l'empire Kongo, vers 1623.

Selon l’une des versions mythologiques de leur origine, rapportée par Raphaël Batsîkama, l’ancêtre primordial (Nkâka ya kisina) des baKongo serait une dame nommée Nzinga, fille de Nkuwu et épouse de Nimi. La société traditionnelle kongo étant matrilinéaire, à l’instar de tant de sociétés africaines dites bantoues, on conçoit que son aïeul primitif fût nécessairement une femme, sinon réellement, au moins symboliquement.
Nzinga aurait eu trois enfants, deux garçons jumeaux et une fille, respectivement N'vita Nimi, Mpânzu a Nimi et Lukeni Lwa Nimi. Les quatre noms primordiaux de l’ancêtre et de ses enfants tiennent lieu également d’appellations pour les quatre mvila initiaux ; c’est-à-dire les lignages ancestraux des ba-Kongo.
- Les frères et autres collatéraux de Nzinga à Nkuwu ont reçu la fonction de maître des terres ; c'est-à-dire qu'ils se sont spécialisés dans la manipulation des énergies telluriques, notamment en vue d'exécuter les opérations rituelles présidant aux implantations coloniales successives dans le bassin du fleuve Nzadi.
- Vit’a Nimi était l’aîné des enfants Nzinga, on l’appelle également Ma-samba, ou encore Nsaku. Ses descendants sont les ki-Nsaku. À eux sont dévolues les fonctions de médiation aussi bien spirituelle que politique. Héraut, négociateur, diplomate, voire intercesseur auprès des ancêtres.
- Mpânzu-a-Nimi était réputé intrépide, habile de ses mains et excellent agriculteur. C’était également un Ndamb’a Ngolo, c’est-à-dire un excellent mineur.
- Lukeni se distinguait surtout par sa beauté et sa fécondité qui lui donna une nombreuse progéniture, dont elle aurait excellé dans l’éducation. D'où son surnom Mungoyo’a Ntende, c’est-à-dire « la belle aux mille chances ». Elle hérita aussi du nom de sa mère, Nzinga.

Les mvila primitifs auraient occupé d’abord le territoire de Kongo-Dya-Mpangala sous l’autorité spirituelle et politique de Vit’a Nimi. Ils investirent progressivement cette région, une vaste plaine très ensoleillée et riche en minerais, traversée par le fleuve Kwânza (ou Nzadi = Zaïre). Ils y fondèrent diverses agglomérations, notamment Mpangala, Mazinga, Ngoyo, Mpemba, Lwangu, Nsundi, Mbinda, Mbembe, Mbamba, Mpangu.

#### Selon les historiens
Selon les traditions orales recueillies par les missionnaires au XVIIIe siècle, le fondateur du royaume est un conquérent venant soit de l'est, soit du nord, mais dans tous les cas par-delà le fleuve. Dans Historia do reino do Congo (1624), les portugais indiquent que le royaume aurait été fondé au XIIIe siècle. 
Cependant, les analyses linguistiques des sources et des dialectes kongo permet plutôt de conclure que les fondateurs sont originaires de la région de Mbanza-Kongo et qu'ils résultent d'une branche du bantou de la côte occidentale provenant d'une migration depuis le Pool Malebo dans le processus des expansions bantoues. Cette migration s'effectue entre le Ve siècle av. J.-C. et le Ve siècle apr. J.-C. Une rupture s'observe après le Ve siècle dans ces phases d'expansion avec une période de longue durée qui provoque des regroupements politiques. Plusieurs chefferies apparaissent d'où émergent vers le XIVe siècle trois royaumes : le Kongo, le Loango et un royaume Téké.
Le royaume du Kongo se développa à la suite de migrations bantoues du VIIe au XVe siècle dans une zone peuplée de nombreuses tribus. Ces groupes indépendants ont été unifiés et organisés en royaume. Le pouvoir du roi kongo, le Manikongo, est d'abord de nature spirituelle, cette autorité lui venant de pouvoirs surnaturels et divinatoires qui lui donnent accès aux ancêtres. En principe, les rois étaient élus par les anciens parmi les membres éligibles des douze clans Kongo.

### Arrivée des Portugais et conversion au christianisme

Armes personnelles d'Alphonse Ier du Kongo commémorant sa victoire remportée en 1506 ou 1507 sur son beau-frère Mpanzu à Kitima grâce à l'apparition miraculeuse de cinq chevaliers célestes.

Au cours de ses voyages le long de la côte africaine dans les années 1480, le navigateur portugais Diogo Cão fut le premier Européen à évoquer un grand empire qui contrôlait le commerce dans la région. Cao remonta le fleuve Nzadi ou Zaïre qui était selon lui la voie d’accès vers le royaume du prêtre Jean. En 1483, il rendit visite à Ntinu Nzinga Nkuwu dans sa capitale, Mbanza-Kongo. Le royaume du Kongo était alors à son apogée grâce à la production d’ignames et d’échange de houes et d’armes (et de cuivre transitant par les Batéké) avec les populations de l’intérieur de l’Angola. Le premier contact fut pacifique et certains dignitaires furent emmenés (ou capturés par surprise selon les sources) au Portugal,. Des échanges diplomatiques émergent alors.
Grâce à l'aide des arquebusiers portugais, Nzinga Nkuwu put vaincre les Tékés et s'emparer de leurs gisements de cuivre.
Des missionnaires catholiques arrivèrent dans la région en 1490. L'année suivante, Nzinga Nkuwu fut baptisé et prit le nom de Ndo Nzuawu (prononciation kongo de Dom João), imité par la famille royale et les proches du pouvoir. À sa mort, les anciens désignèrent un de ses enfants non chrétiens, Mpanzu, pour lui succéder mais son fils aîné, Mvemba-a-Nzinga, baptisé Alfonso ou Ndo Funsu vers 1491, le renversa en 1509 et devint « par la Grâce de Dieu » le septième « roi du Congo, de Loango, de Kakongo et de Ngoyo, sur et sous le Zaïre, seigneur d'Ambundo et d'Aquisima, de Musunu, de Matamba, de Mulili, de Musuku et des Anziques, de la Conquête, de Pangu, Alumbu, etc. ». Il reçut à cette occasion du roi du Portugal des armes et une bannière d'argent à la croix de saint André alésée de gueules alésée.
Alphonse Ier fait par ailleurs appel à l'un des héraldistes du roi du Portugal afin de réaliser son blason. Celui-ci apparaît aux côtés de ceux du roi de Pologne, d'Écosse ou de Bohème dans un armorial de 1528, témoin du caractère particulier qu'occupe ce royaume catholique hors d'Europe au XVIe siècle. À son apogée, le royaume s'étend sur plus de 200.000 km² et sa capitale abrite 60.000 habitants. 
Voyant dans le christianisme un moyen de moderniser son pays, il encouragea les baptêmes et l'éducation et accueillit des jésuites qui l'aident à ouvrir une école pour 600 élèves.
Par ailleurs, il envoya son fils Lukeni Lua Nzinga étudier au Portugal. Ce dernier devint plus tard le premier évêque africain de l'histoire de l'Église catholique moderne sous le nom de Henrique.
La capitale du pays fut reconstruite en pierre et renommée São Salvador (Saint-Sauveur).

### Commerce esclavagiste et déclin du Manikongo
Les échanges commerciaux avec les Portugais se développent particulièrement sous le règne d'Alphonse Ier du Kongo. Les premiers échanges portent sur l'exportation du cuivre, de l'ivoire, de tissus de raphia, de peaux de fauves et de miel, mais également les premiers esclaves.
Avec la découverte et l'exploitation du Brésil en 1500 puis le sucre qui y est implanté vers 1540, les Portugais vont intensifier la traite des Noirs déjà pratiquée à une échelle modeste vers Madère. Des marchands portugais traitent directement avec les vassaux du roi et sapaient ainsi le pouvoir central. En 1526, le Manikongo écrivit au roi Jean III, lui demandant de mettre fin à cette pratique,. Sa requête reçut une réponse cynique et les relations entre les deux pays s'envenimèrent. En 1542, Alphonse Ier meurt, provoquant un conflit de succession entre ses descendants.

### Domination portugaise et fin du royaume

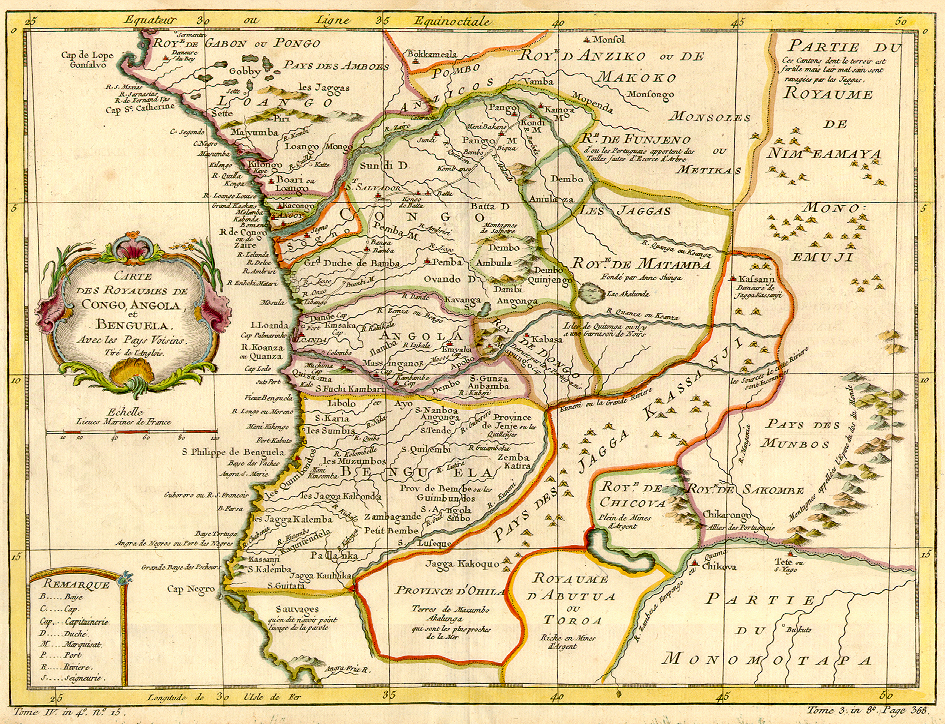
Reproduction de 1754 d'une carte de 1708. Au XVIII, plusieurs des territoires revendiqués en 1535 par le manikongo Alphonse Ier du Kongo sont devenus indépendants.

En 1568, le Kongo fut envahi par les Yakas et sa capitale Mbanza-Kongo détruite. Le roi Alvare Ier du Kongo dut demander de l'aide à Sébastien Ier qui le rétablit en 1571. Cependant, en parallèle, il profite de l'affaiblissement du royaume du Kongo pour établir une colonie portugaise au Luanda en 1575.
En 1665, les colons portugais d'Angola montèrent une expédition contre le royaume pour s'emparer de ses mines. Signe d'un brassage de deux siècles, des Portugais servirent le Manikongo Antoine Ier du Kongo et des Kongos furent alliés aux colons. Les Portugais furent victorieux, le Manikongo décapité et sa tête enterrée dans une chapelle située sur la baie de Luanda au cours d'une cérémonie religieuse, tandis que la couronne et le sceptre du Kongo étaient envoyés à Lisbonne comme trophée. Le métis Manuel Roboredo, auteur et prêtre capucin métis qui avait essayé d'empêcher cette dernière bataille, trouva également la mort.
Cependant, le royaume du Kongo continua d'exister comme un État fantoche durant deux siècles. Des luttes persistèrent jusqu'aux indépendances, comme celle de la reine Ana Nzinga qui tint en échec les coalitions portugaise, néerlandaise et britannique de 1626 à 1648 et freina l'expansion du commerce des esclaves. Ces sursauts nationalistes prirent parfois une forme religieuse comme lors de la croisade de la prophétesse Kimpa Vita à qui saint Antoine de Padoue aurait ordonné d'unifier et libérer les Kongos. Elle fut condamnée au bûcher en 1706 par le Manikongo à la demande des Portugais.
Des fouilles archéologiques réalisées à Ngongo Mbata mettent en lumière un site constituant une halte commerciale importante entre la capitale, Mbanza Kongo, et la région du Kwango. À Mbanza Nsundi, onze tombes du XVIIIe et XIXe siècles comportent plusieurs objets d'origine européennes indiquant que ces objets sont étroitement liés à l'aristocratie et la royauté encore bien après la dislocation du royaume.
À la conférence de Berlin en 1884-1885, les puissances européennes se partagèrent l'Afrique ; le Portugal, s'appuyant sur des traités antérieurs signés avec l'empire Kongo, revendiqua une souveraineté sur ses territoires. Léopold II de Belgique reçut, à titre personnel, 2,5 millions de kilomètres carrés qui sont devenus l'État indépendant du Congo. Dans le Nord-Ouest de l'État ainsi formé, une superficie de 500 000 km2 revint à la France (il s'agit du Congo-Brazzaville). En 1914, après une révolte, le Portugal abolit le titre de roi du Kongo ; le titre de roi du Kongo est restauré en 1915. À la suite de la mort du roi Pierre IX du Kongo, Isabel Maria da Gama du Kongo devient régente du Kongo de 1957 à 1962 puis de 1962 à 1975. Après un interrègne de vingt-cinq ans, les autorités traditionnelles ont été restaurées et Afonso Mendes a été désigné chef des autorités traditionnelles de Mbanza Kongo,,,,.

## Arts
Le royaume du Kongo a connu des formes originales d'art sacré, se traduisant notamment par la production de crucifix (et d'autres figures religieuses) en laiton.
En participant à la traite des esclaves dans l'atlantique, les rituels et cultes issus de la culture kongo se diffusent au sein des différentes colonies américaines. Certains mots d'origine kongo intègrent le portugais ou l'anglais tels que peanut ou zombie. Un rituel vaudou haïtien porte d'ailleurs le nom de Kongo.

## Historiographie

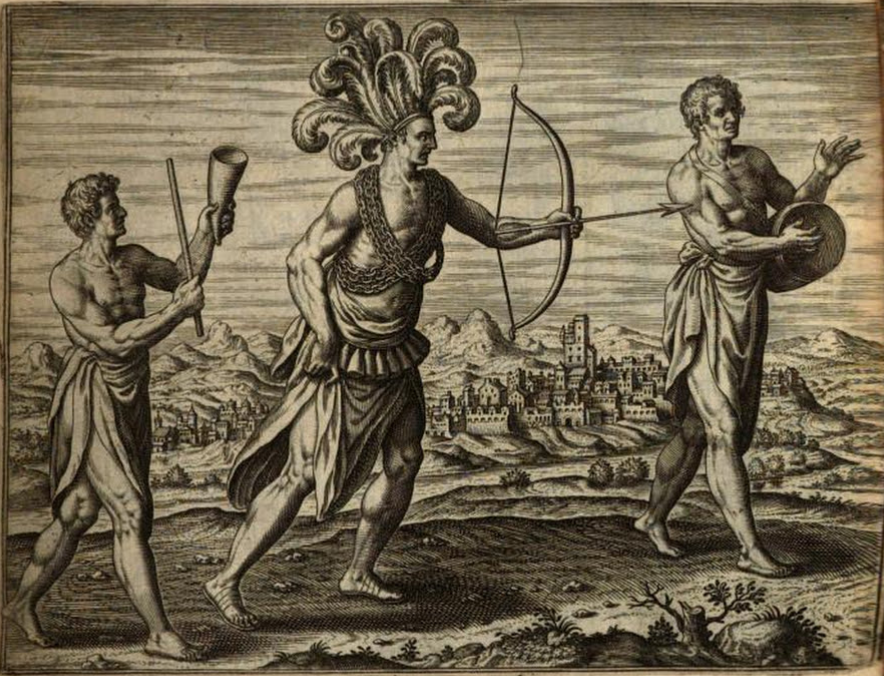
Le royaume du Kongo d'après Théodor de Bry, 1598.

Le royaume du Kongo a fait l'objet de nombreux travaux historiques à l'époque contemporaine, notamment ceux de Georges Balandier (La vie quotidienne au royaume de Kongo du XVIe au XVIIIe siècle, 1965), de John K. Thornton (The Kingdom of Kongo: Civil War and Transition, 1641–1718, 1983) ou plus récemment ceux de Cécile Fromont sur l'iconographie chrétienne dans le royaume (The Art of Conversion: Christian Visual Culture in the Kingdom of Kongo, 2014). Des fouilles archéologiques, par exemple celles effectuées sur le site de Ngongo Mbata, ont contribué à une meilleure connaissance de cette période (cf. notamment Bernard Clist, Pierre de Maret et Koen Bostoen, Une archéologie des provinces septentrionales du royaume Kongo, 2018).